# Karin Dollinger
Karin Dollinger (* 4. April 1969 in Salzburg) ist eine österreichische Politikerin der Sozialdemokratischen Partei Österreichs (SPÖ). Seit Juni 2018 ist sie Abgeordnete zum Salzburger Landtag.

## Leben

### Ausbildung und Beruf
Karin Dollinger besuchte nach der Volksschule und dem Neusprachlichen Gymnasium der Ursulinen in Glasenbach bei Salzburg ab 1983 das Neusprachliche Bundesgymnasium in Salzburg-Nonntal, wo sie 1987 maturierte. Anschließend begann sie ein Lehramtsstudium für die Fächer Mathematik und Geografie/Wirtschaftskunde an der Universität Salzburg, das sie 1993 als Magistra (Mag. rer. nat.) beendete. Parallel dazu absolvierte sie ein Diplomstudium der Geografie und Geoinformatik an Universität Salzburg als Mag. phil. 2003 begann sie ein Studium der Rechtswissenschaften an der Uni Salzburg, das sie 2008 als Mag. iur. abschloss. Danach begann sie ein Doktoratsstudium, 2016 promovierte sie zum Doktor der Rechte.
Nach einem Unterrichtspraktikum 1993/94 am Bundesrealgymnasium Salzburg war sie von 1994 bis 2008 GIS-Koordinatorin in der Abteilung Raumplanung am Amt der Landesregierung des Landes Salzburg und von 2008 bis 2012 Juristin in der Abteilung Rechtsdienste, Gewerbe und Infrastruktur. Seit 2012 ist sie als politische Referentin im SPÖ-Landtagsklub tätig.

### Politik
Karin Dollinger ist seit 2012 Vorsitzende der SPÖ-Sektion Morzg-Gneis-Nonntal, von 2015 bis 2019 war sie SPÖ-Bezirksfrauenvorsitzende in der Stadt Salzburg, seit 2016 ist sie Mitglied des Landesparteivorstandes der SPÖ Salzburg und seit 2017 stellvertretende Bezirksvorsitzende der SPÖ Stadt Salzburg. Von 2014 bis 2018 gehörte sie dem Gemeinderat der Stadt Salzburg an. Seit 2017 ist sie zudem stellvertretende Landesvorsitzende des Bundes Sozialdemokratischer Akademikerinnen und Akademiker, Intellektueller, Künstlerinnen und Künstler (BSA) Salzburg.
Am 13. Juni 2018 wurde sie in der konstituierenden Landtagssitzung der 16. Gesetzgebungsperiode als Abgeordnete zum Salzburger Landtag angelobt. Im Oktober 2018 wurde sie als Nachfolgerin von Ingrid Riezler-Kainzner zur Landesfrauenvorsitzende der SPÖ Frauen  Salzburg gewählt. Seit 2018 ist Dollinger Mitglied des Bundesparteivorstandes der SPÖ. Im September 2019 wurde Sabine Gabath zu ihrer Nachfolgerin als SPÖ-Frauenvorsitzende des Bezirks Stadt Salzburg gewählt.

## Publikationen
- 2017: Europäisches und österreichisches Recht zur Geodateninfrastruktur, Südwestdeutscher Verlag für Hochschulschriften, Saarbrücken 2017, ISBN 978-620-2-32025-2
- 2017: INSPIRE (2007/2/EG) u.a. Normen zur öffentlichen Geodateninfrastruktur: Wertschöpfung durch Geoinformation im Kontext von Datenschutz, Public-Sector-Information- und Umweltinformationsrecht, AV Akademikerverlag, Saarbrücken 2017, ISBN 978-3-639-84176-3